# Pycnophyllum molle
Pycnophyllum molle là loài thực vật có hoa thuộc họ Cẩm chướng. Loài này được Remy miêu tả khoa học đầu tiên năm 1846.